# Стратоника (жена Дейотара)
Стратоника (др.-греч. Στρατoνίκη, I век до н. э.) — жена галатского правителя Дейотара.
О Стратонике рассказывается в произведении «О доблести женской» Плутарха. Будучи замужем за Дейотаром, она не имела детей. Осознавая, что супругу необходимо передать свою царскую власть по наследству, Стратоника убедила мужа, что ему необходимо сойтись с другой женщиной, а появившихся от этой связи детей она примет как собственных. Восхищённый самоотверженностью жены Дейотар предоставил ей свободу действий. Тогда Стратоника, выбрав из числа пленных красивую девушку по имени Электра, свела её с Дейотаром, после чего воспитала родившихся детей «с любовью и великолепной щедростью».
Эта история известна только из сообщения Плутарха. Как отметил Ф. Стэдтер, сложно даже строить предположения относительно его источников по событиям в Малой Азии. В данном случае речь, видимо, идёт о Дейотаре II Филопаторе, сыне Дейотара I Филоромея. Так как Дейотар II, согласно надписи на гробнице, умер раньше своего отца, и наследником Дейотара I после смерти стал его внук Кастор II, планы Стратоники не были осуществлены.